# Viaje a los pueblos fumigados
Viaje a los pueblos fumigados es una película documental argentina de 2018 dirigida por Fernando "Pino" Solanas. El estreno mundial fue en la edición 68 del Festival Internacional de Cine de Berlín del 2018.

## Sinopsis
Es un documental sobre los efectos de los agroquímicos en siete provincias de Argentina. La película de Solanas investiga las secuelas sociales del monocultivos de soja y el uso incontrolado de herbicidas y otras sustancias químicas.

## Elenco
- Ana Zabaloy (como ella misma)[7]

## Recepción
Viaje a los pueblos fumigados recibió críticas positivas. En su estreno en el Festival de Cine de Berlín fue ovacionada por el público.El crítico Dieter Wieczorek de Modern Times Review escribió que «Solanas estructura su película en 10 capítulos, ofreciendo lucidez y elegancia rítmica».